# Phương Liệt
Phương Liệt là một phường thuộc thành phố Hà Nội, Việt Nam.

## Địa lý
Phường Phương Liệt có vị trí địa lý:
- Phía Đông tiếp giáp phường Tương Mai (ranh giới đi theo đường Giải Phóng)
- Phía Tây tiếp giáp phường Khương Đình (ranh giới đi theo đường quy hoạch ven hồ Đầm Hồng - đường Vương Thừa Vũ)
- Phía Nam tiếp giáp phường Định Công (ranh giới đi theo đường Vành Đai 2.5)
- Phía Bắc tiếp giáp phường Kim Liên (ranh giới đi theo đường Trường Chinh)

## Lịch sử
Tên gọi: Phường Phương Liệt được đặt theo tên của làng Phương Liệt xưa. Tên cũ của làng là Giáp Cửu, còn có tên nôm là làng Vọng. Các bậc tiền bối đã không chịu để con cháu mai sau phải xếp Giáp thứ 9 nên đã đổi tên làng thành Phương Liệt – trong đó "Phương" nghĩa là thơm; "Liệt" nghĩa là oanh liệt.
Phường Phương Liệt nằm trên đất của làng Phương Liệt xưa. Làng Phương Liệt – hay làng Vọng hoặc làng Giáp Cửu – nằm ở phía Nam kinh thành Thăng Long, thuộc tổng Hoàng Mai, huyện Thanh Trì, phủ Thường Tín, trấn Sơn Nam Thượng. Làng có diện tích lớn, phía bắc giáp cánh đồng làng Kim Liên – tức khu Bệnh viên Da liễu Trung ương và Bệnh viện Việt Pháp Hà Nội ngày nay; phía tây là khu vực Sân bay Bạch Mai cũ – sân bay có nằm trên một phần đất của làng; còn phía đông vượt qua Quốc lộ 1 – hay phố Vọng ngày nay – tới giáp cánh đồng làng Hoàng Mai. Thời Nguyễn, làng có nghề dệt gối, sợi thì mua ở chợ Bờ, Hòa Bình, dệt xong khâu lại nhồi bông mang lên bỏ mối cho các nhà buôn ở phố Hàng Bông. Ngoài nghề dệt gối làng còn làm nông nghiệp.
Năm Đồng Khánh thứ 3 (1888) địa bàn làng thuộc tổng Hoàng Mai, huyện Hoàn Long, tỉnh Hà Nội. Sau khi chiếm Hà Nội, thực dân Pháp lấy đất làng xây đài phát vô tuyến điện – nay là tập thể Đài Tiếng nói Việt Nam ở ngõ 128C phố Đại La – sau đó lại lấy đất làm kho chứa than ở phía đông, cho xây ga Vọng. Ở phía tây bắc, họ lập xưởng đá, làm đường tàu qua đầu làng để chở đá hộc từ Thanh Hóa, Ninh Bình ra nghiền nhỏ, phục vụ cho các công trình xây dựng. Còn phía tây, họ xây sân bay quân sự Bạch Mai. Đoạn quốc lộ 1 chạy qua làng trở thành phố Vọng. Trước đình làng có hai đầm rộng, người Pháp cho tư nhân đấu thấu trồng sen, nuôi cá.
Làng Phương Liệt sau thuộc địa phận phường Phương Liệt, quận Đống Đa. Thuộc địa giới hành chính của phường, ngoài phần đất của làng Phương Liệt cũ còn có một phần đất của làng Định Công Hạ và làng Giáp Bát.
Ngày 21 tháng 12 năm 1974, UBND TP. Hà Nội ban hành Quyết định về việc thành lập tiểu khu Phương Liệt thuộc khu phố Đống Đa.
Tháng 12 năm 1978, UBND TP. Hà Nội ban hành Quyết định về việc sắp xếp tiểu khu Phương Liệt thuộc khu phố Đống Đa.
Năm 1980, tiểu khu Phương Liệt thuộc khu phố Đống Đa.
Ngày 3 tháng 1 tháng 1981, Hội đồng Chính phủ ban hành Quyết định số 3-CP về việc thống nhất tên gọi các đơn vị hành chính ở nội thành, nội thị.
Ngày 10 tháng 6 năm 1981, UBND TP. Hà Nội ban hành Quyết định về việc:
- Đổi tên khu phố Đống Đa thành quận Đống Đa.
- Thành lập phường Phương Liệt thuộc quận Đống Đa.

Ngày 22 tháng 11 năm 1996, Chính phủ ban hành Nghị định số 74-CP về việc thành lập quận Thanh Xuân thuộc thành phố Hà Nội.
Phường Phương Liệt có 102,8 ha diện tích tự nhiên và 13.030 nhân khẩu.
Tính đến ngày 31/12/2024, phường Phương Liệt có diện tích 0,94 km² và quy mô dân số là 26.149 người.
Ngày 16 tháng 6 năm 2025, Quốc hội Việt Nam quyết định sắp xếp toàn bộ diện tích tự nhiên, quy mô dân số của phường Khương Mai, một phần các phường Phương Liệt, Khương Đình, Khương Trung (quận Thanh Xuân cũ) và một phần các phường Thịnh Liệt, Định Công thuộc quận Hoàng Mai cũ thành phường mới có tên gọi là phường Phương Liệt.

## Văn hóa
- Đình Phương Liệt nằm trên phố Phương Liệt.[12][13]
- Miếu thờ Trạng nguyên Lưu Danh Công.

## Giao thông
Địa bàn phường Phương Liệt có hai đường lớn chạy qua là đường Trường Chinh và đường Giải Phóng, cùng với các phố nhỏ đi qua khu dân cư là phố Phương Liệt, phố Vọng, phố Phan Đình Giót, phố Nguyễn Văn Trỗi, phố Định Công, phố Nguyễn Lân và phố Hà Kế Tấn.

### Đường phố
- Phố Đại La
- Phố Định Công
- Đường Giải Phóng
- Phố Hà Kế Tấn
- Đường Hồ Rùa
- Phố Nguyễn Lân
- Phố Nguyễn Văn Trỗi
- Phố Phan Đình Giót
- Phố Phương Liệt
- Đường Trường Chinh
- Phố Vọng.